# Helle (Beekdaelen)
Helle, in het Limburgs G'n Hèl geheten, is een gehucht in Nuth behorende tot de gemeente Beekdaelen, in de Nederlandse provincie Limburg. Het is een van de zogenaamde Bovengehuchten van Nuth en is gelegen tussen Schimmert en Brand.
De naam Helle komt waarschijnlijk van helde, ofwel helling.
Dit kan een verwijzing zijn naar de heuvelachtige locatie en de talloze holle wegen die er te vinden zijn.

Ten zuiden van Helle stroomt de Platsbeek door een gevarieerd landschap van bossen, weilanden en poelen.

## Zie ook

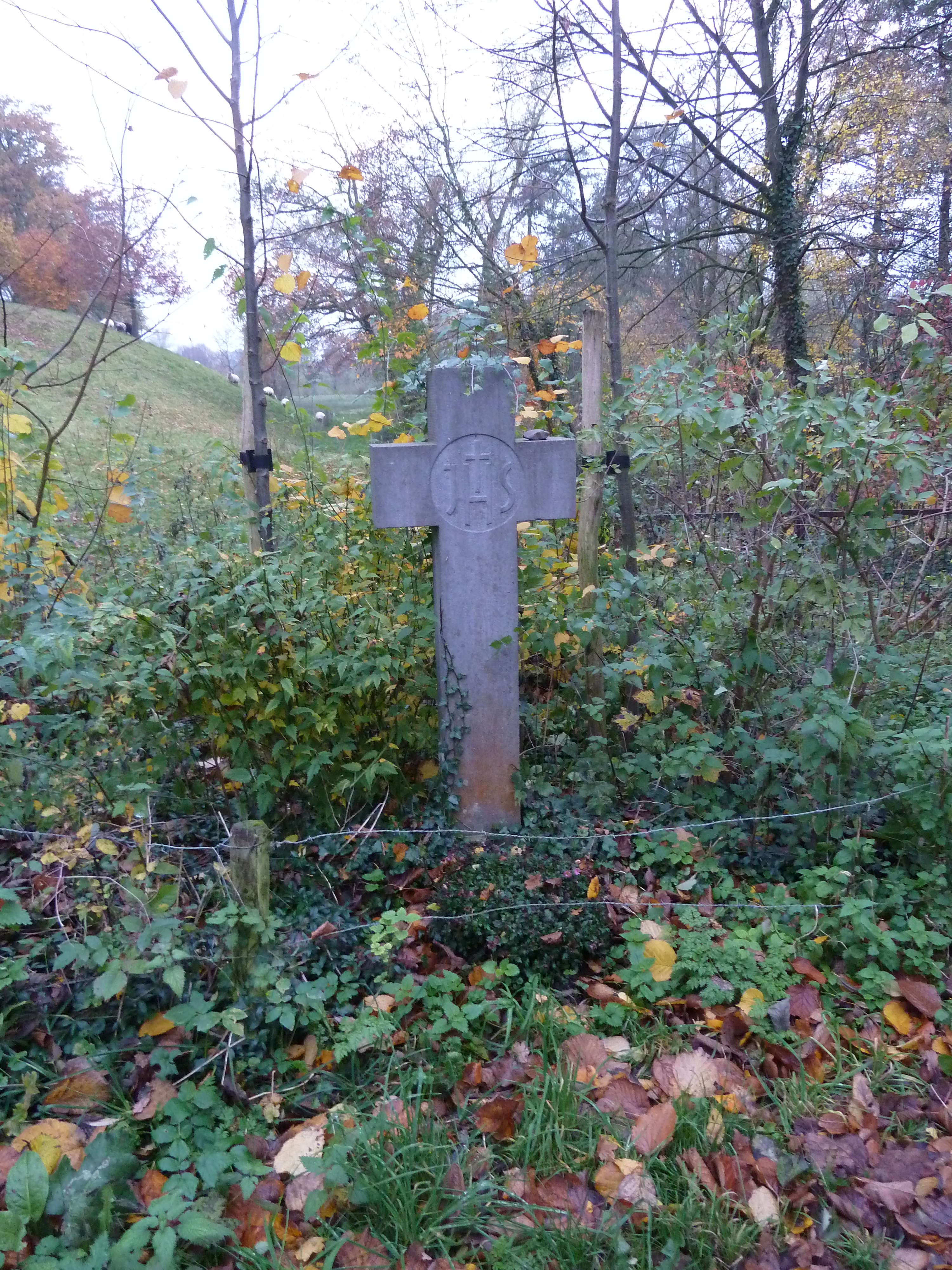
Kruis